# Montipora samarensis
Montipora samarensis is een rifkoralensoort uit de familie van de Acroporidae. De wetenschappelijke naam van de soort is voor het eerst geldig gepubliceerd in 1967 door Nemenzo.